# Алтино
Алтино (итал. Altino) је насеље у Италији у округу Кјети, региону Абруцо.
Према процени из 2011. у насељу је живело 456 становника. Насеље се налази на надморској висини од 346 м.

## Становништво
Према резултатима пописа становништва 2011. у општини је живело 2.833 становника.
| 1931. | 1936. | 1951. | 1961. | 1971. | 1981. | 1991. | 2001. | 2011. |
| ----- | ----- | ----- | ----- | ----- | ----- | ----- | ----- | ----- |
| 2.918 | 2.958 | 2.803 | 2.734 | 2.377 | 2.480 | 2.492 | 2.536 | 2.833 |